# Selenia perangulata
Selenia perangulata là một loài bướm đêm trong họ Geometridae.